# Margo Jones

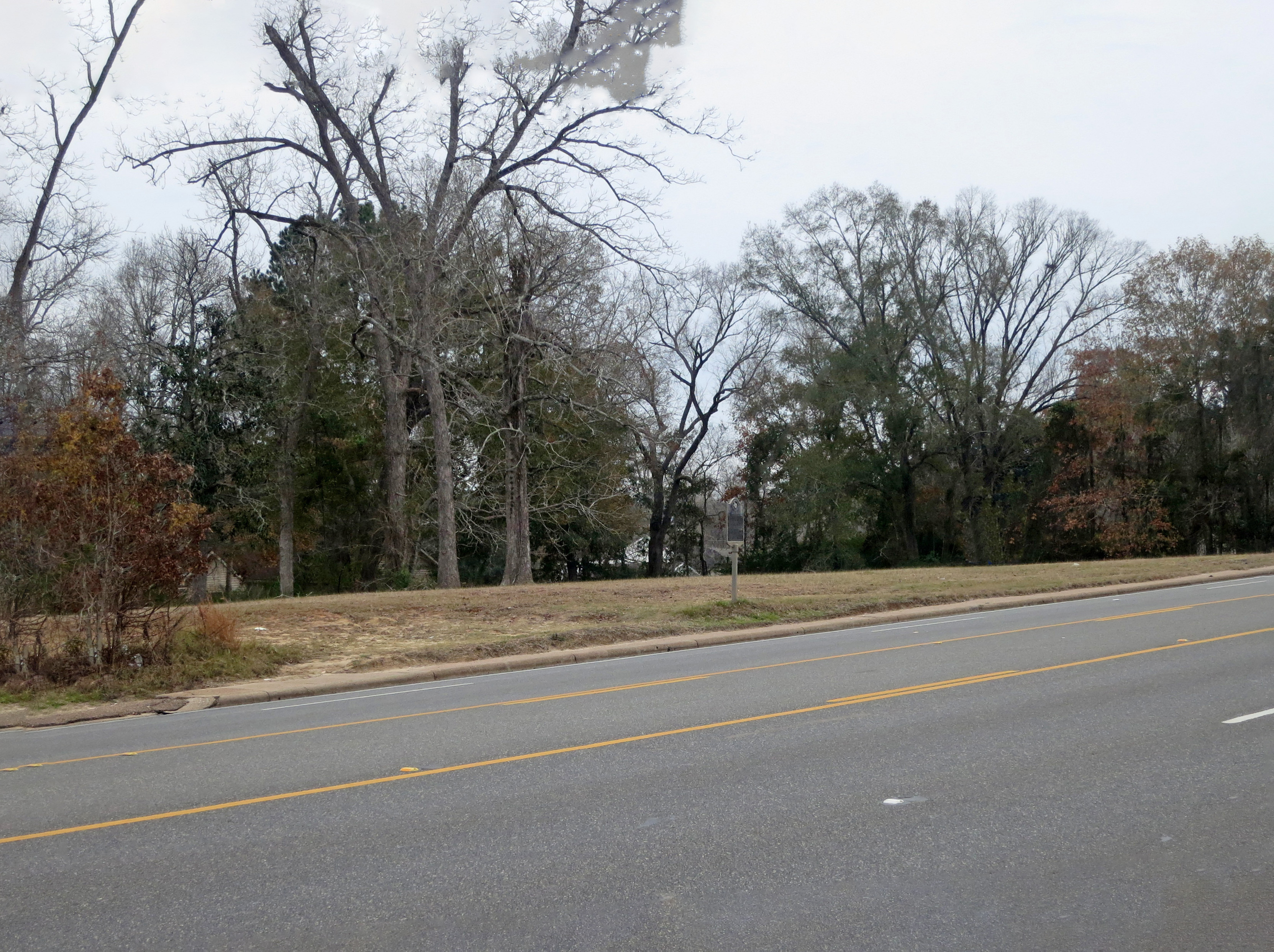
Un panneau de la Texas Historical Commission (au centre) marque le lieu de naissance de Margo Jones à Livingston.

Margo Jones (12 décembre 1911 – 24 juillet 1955), surnommée la « Tornade du Texas », est une metteuse en scène et productrice de théâtre américaine, surtout connue pour avoir lancé le mouvement théâtral régional américain et pour avoir introduit le concept de scène centrale (en) à Dallas. En 1947, elle a fondé la première compagnie professionnelle régionale en ouvrant le Theatre '47 dans cette ville. Sur les 85 pièces que Jones a mises en scène au cours de sa carrière à Dallas, 57 étaient nouvelles et un tiers de ces nouvelles pièces ont eu une vie continue sur scène, à la télévision et à la radio. Jones a joué un rôle important dans les débuts de carrière de nombreux dramaturges comme Tennessee Williams, William Inge, Joseph Hayes, Jerome Lawrence (en) et Robert E. Lee (en).

## Début de carrière
Née Margaret Virginia Jones à Livingston, au Texas, Jones a travaillé dans des théâtres communautaires et professionnels en Californie, à Houston et à New York. « Depuis 1936, Margo Jones avait été directrice adjointe du Théâtre fédéral de Houston, s'était rendue en Russie soviétique pour un festival au Théâtre d'art de Moscou et avait fondé et dirigé le Théâtre communautaire de Houston. Elle avait récemment rejoint le corps professoral du département d'art dramatique de l'université du Texas à Austin (vers 1942). ».

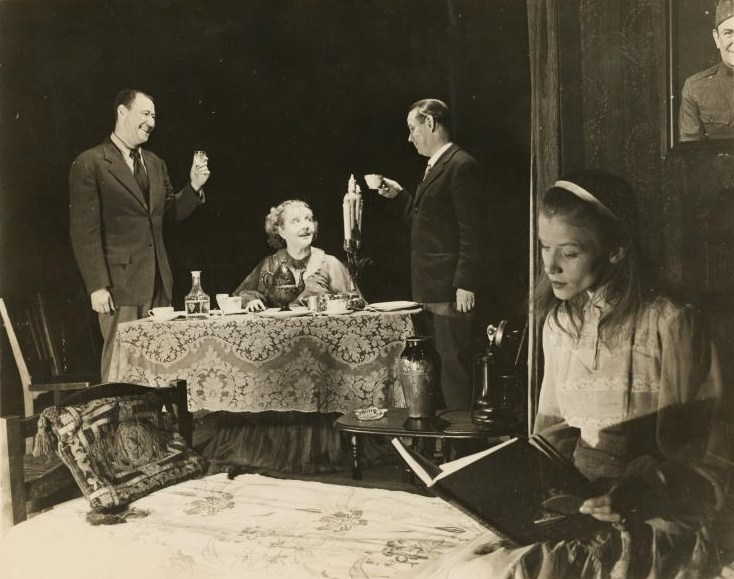
Photo promotionnelle pour La Ménagerie de verre à Broadway en 1945 : de gauche à droite Anthony Ross, Laurette Taylor, Eddie Dowling et Julie Haydon.

Elle a voyagé à l'étranger, où elle a fait l'expérience du théâtre, et a finalement remporté un succès commercial à Broadway en 1945 en tant que co-directrice de la production originale de La Ménagerie de verre de Tennessee Williams (avec l'acteur Eddie Dowling). Elle a aussi mis en scène Été et fumées de Williams, qui a d'abord fait un four, avant d'être apprécié des années plus tard. Après avoir mis en scène la pièce à succès Jeanne de Lorraine de Maxwell Anderson, avec Ingrid Bergman dans le rôle de Jeanne d'Arc, elle a été licenciée lors des répétitions à Washington. Cependant, son nom est resté sur l'auvent et sur les affiches, et aucun autre metteur en scène n'a été crédité[citation nécessaire].
Les trois pièces ont été adaptées au cinéma. Bergman a repris son rôle de Jeanne de Lorraine dans Jeanne d'Arc (1948), pour lequel elle a été nommée aux Oscars. Geraldine Page a été nommée aux Oscars pour sa performance dans Été et Fumées (1961). Depuis 1950, il y a eu au moins cinq productions cinématographiques et télévisuelles différentes de La Ménagerie de verre.

## Theatre '47
Le succès de La Ménagerie de verre a permis à Margo Jones de franchir une nouvelle étape vers son rêve de diriger un théâtre de répertoire en dehors de New York. Elle est retournée à Dallas et a ouvert le Theatre '47. Le théâtre changeait son nom pour l'année correspondante à chaque réveillon du Nouvel An, mais selon le New York Times, il était le plus souvent simplement appelé « Margo's ».
Son théâtre se trouvait dans l'élégant « Magnolia Lounge » de Magnolia Petroleum Company (en), conçu par l'architecte d'origine suisse William Lescaze en 1936 pour le centenaire du Texas et situé sur le terrain du Fair Park. Il s'agissait du premier théâtre résident professionnel moderne à but non lucratif d'Amérique, ainsi que le premier théâtre professionnel à scène en rond (en) du pays. Jones a été inspirée par le projet de théâtre national de Franklin Roosevelt datant de la dépression et par le mouvement artistique européen, dont elle avait directement fait l'expérience dans les années 1930. La compagnie résidente se consacrait à la mise en scène de nouvelles pièces et de classiques du théâtre mondial plutôt qu'à des reprises de succès passés de Broadway. La première saison a présenté la première pièce de William Inge, Farther Off from Heaven, révisée plus tard sous le titre The Dark at the Top of the Stairs.
À cette époque, malgré des tournées théâtrales, il n'existait aucune compagnie de théâtre américaine professionnelle de qualité en dehors de New York. Jones croyait en la décentralisation du théâtre. Elle voulait que son art existe partout en Amérique, au-delà du domaine commercial de Broadway, et cela a été un élément clé dans le début du mouvement du théâtre régional. Elle a expliqué : « Si nous parvenons à inspirer la création de 30 théâtres comme le nôtre, le dramaturge n'aura plus besoin de Broadway. » Les dramaturges William Inge, Jerome Lawrence (en) et Robert E. Lee (en) ont défendu ce point de vue lorsqu'ils ont remporté leurs premiers grands succès au théâtre de Jones à Dallas.
Jones l'envisageait le théâtre régional comme un endroit où les acteurs, les écrivains et les techniciens pourraient avoir des emplois stables et ne pas être soumis aux problèmes rencontrés dans la scène instable de New York. Lorsque la Fondation Ford a commencé à accorder des subventions en dehors de New York dans les années 1950, le mouvement a pris de l'ampleur et le Theatre '47 est devenu le modèle pour construire une nouvelle compagnie.
Dans son livre Theatre-in-the-Round, Jones a décrit des méthodes peu coûteuses pour permettre aux compagnies de démarrer, détaillant des informations précieuses sur les ventes d'abonnements, la formation du conseil d'administration, la programmation, les relations acteur/artiste et d'autres questions pertinentes pour les nouvelles compagnies de théâtre régionales. Son concept de théâtre à scène centrale (en) ne nécessite aucun rideau de scène et peu de décor et permet au public de s'asseoir sur trois côtés de la scène. Cet espace physique nécessite également une scénographie, une direction et un jeu particulièrement habiles : « Ses erreurs sont des erreurs vues de très près. » La mise en scène du théâtre en rond a été utilisée pour des spectacles bien connus comme la production scénique originale de L'Homme de la Mancha, et toutes les pièces présentées à l'ANTA Washington Square Theatre (en) de New York (démoli à la fin des années 1960), notamment la pièce autobiographique d'Arthur Miller Après la chute (1964), et il est encore utilisé à ce jour.

## Carrière ultérieure
Pendant huit ans, Jones a partagé sa carrière entre Broadway et des projets régionaux. À Dallas, elle a mis en scène en janvier 1955 la première mondiale de Inherit the Wind (en) de Jerome Lawrence (en) et Robert E. Lee (en), un recréation fictionnelle du procès du singe de 1925, d'abord rejetée par plusieurs producteurs de Broadway. La pièce reçut des critiques élogieuses et fut ensuite présentée à Broadway en avril 1955, où elle devint un succès majeur. Inherit the Wind est devenu un film nommé aux Oscars en 1960 et a été adapté trois fois à la télévision.

## Décès
Le 17 juillet 1955, Jones a invité des amis à une fête, pendant laquelle elle a renversé de la peinture sur le tapis. Sa secrétaire a  fait appel à des nettoyeurs professionnels pour s'en occuper. Ceux-ci ont utilisé du tétrachlorométhane, un solvant puissant couramment utilisé à l'époque dans le nettoyage à sec. Malheureusement, une partie du produit absorbé par le tapis s'est ensuite évaporé dans la maison, pendant le sommeil de Jones. Elle s'est réveillée étourdie ; on a découvert plus tard que le gaz avait provoqué une insuffisance rénale aiguë. Elle a ensuite été retrouvée inconsciente sur un canapé et a été transportée d'urgence à l'hôpital, où elle est morte une semaine plus tard.
Selon ses amis, elle a brièvement repris conscience, a découvert qu'elle allait mourir et a fait des préparatifs minutieux pour son enterrement, notamment en demandant à ses amis de l'habiller correctement et de la préparer pour ses funérailles. Elle est morte le 24 juillet 1955, à 43 ans, sans jamais comprendre ce qui l'avait tuée. En 1959, son théâtre a fermé.

## Héritage

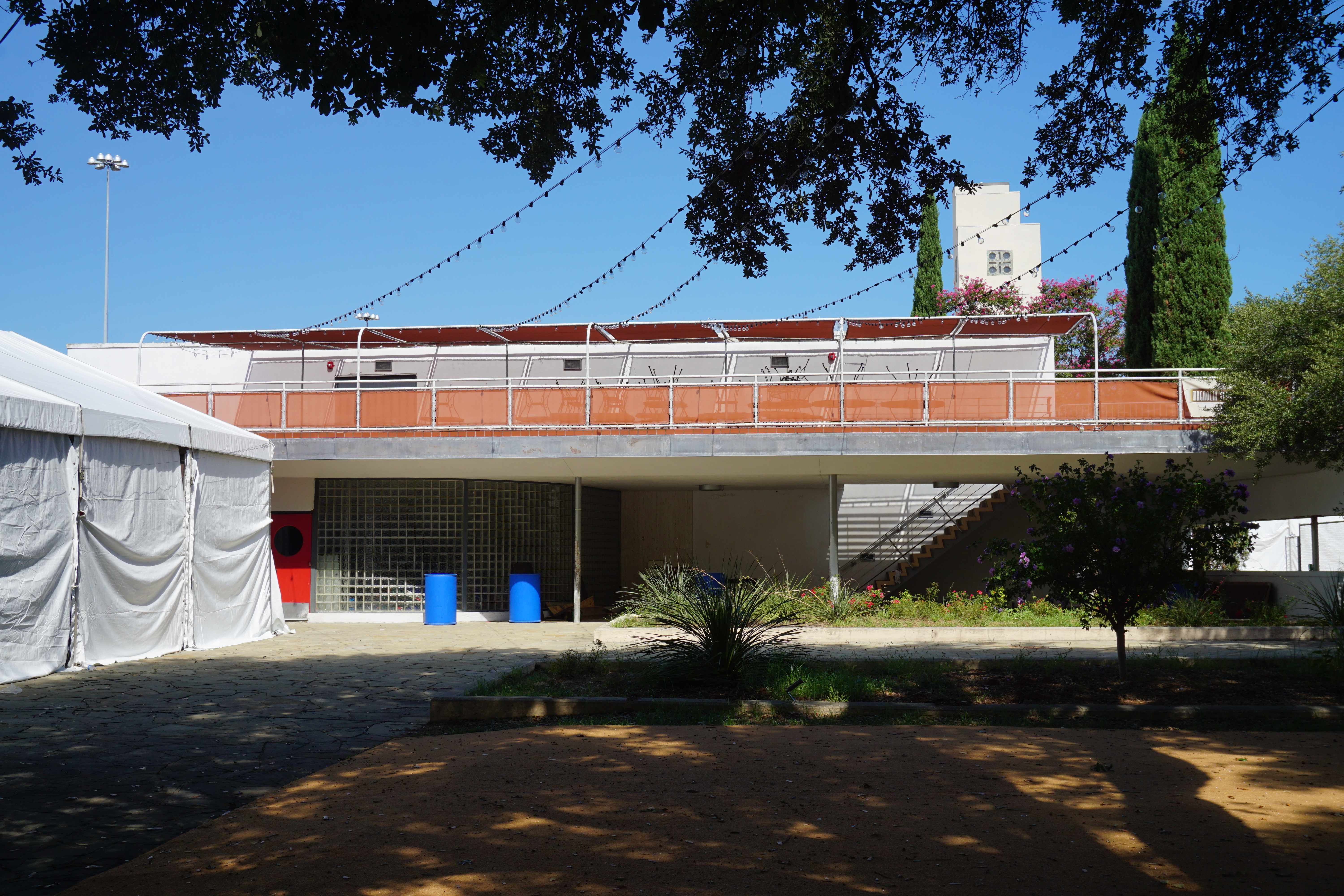
Extérieur du Magnolia Lounge en 2016.

Les idées innovantes de Jones ont inspiré de nombreuses compagnies locales. En 1950–55, le producteur Albert McCleery (en) a adapté le concept de scène centrale (en) à la télévision avec son Cameo Theatre (en).
Le Margo Jones Award a été créé en 1961 par Jerome Lawrence (en) et Robert E. Lee (en).
La salle de théâtre du Magnolia Lounge a été renommée en son honneur « Margo Jones Theatre » et accueille plusieurs petites compagnies théâtrales.
La saison 2 de la série télévisée Curious & Unusual Deaths a consacré un de ses épisodes à sa mort.

## Télévision
En 2006, un documentaire sur sa vie et sa carrière, Sweet Tornado: Margo Jones and the American Theater, a été diffusé sur PBS. Jones y est interprétée par Judith Ivey. Le film reconstite des épisodes de sa vie à partir de sa correspondance avec des producteurs de Broadway et avec Tennessee Williams (interprété par Richard Thomas). Le film présente aussi des interviews de personnes ayant travaillé avec elle, dont l'acteur Ray Walston, qui a eu son premier succès dans la production originale d’Été et Fumées.

## Productions théâtrales
| Date | Production                                                                         | Auteur                                     | lieu                                            |
| ---- | ---------------------------------------------------------------------------------- | ------------------------------------------ | ----------------------------------------------- |
| 1942 | The Eve of St. Mark                                                                | Maxwell Anderson                           | Université du Texas à Austin                    |
| 1943 | Sporting Pink                                                                      | Theodore Apstein                           | Université du Texas à Austin                    |
| 1943 | A Choice of Weapons                                                                | Theodore Apstein                           | Université du Texas à Austin                    |
| 1943 | You Touched Me                                                                     | Tennessee Williams                         | Pasadena Playhouse (en), Californie             |
| 1945 | La Ménagerie de verre                                                              | Tennessee Williams                         | Playhouse, New York                             |
| 1946 | On Whitman Avenue                                                                  | Maxine Wood                                | Broadway, New York                              |
| 1946 | Jeanne de Lorraine                                                                 | Maxwell Anderson                           | Alvin Theatre, New York                         |
| 1947 | Farther Off From Heaven/The Dark at the Top of the Stairs                          | William Inge                               | Theatre '47, Dallas                             |
| 1947 | Hedda Gabler                                                                       | Henrik Ibsen                               | Theatre '47, Dallas                             |
| 1947 | How Now Hecate                                                                     | Martyn Coleman                             | Theatre '47, Dallas                             |
| 1947 | Été et Fumées                                                                      | Tennessee Williams                         | Theatre '47, Dallas Music Box Theatre, New York |
| 1947 | Third Cousin                                                                       | Vera Mathews                               | Theatre '47, Dallas                             |
| 1948 | Solness le constructeur                                                            | Henrik Ibsen                               | Theatre '48, Dallas                             |
| 1948 | La Mégère apprivoisée                                                              | William Shakespeare                        | Theatre '48, Dallas                             |
| 1948 | L'Importance d'être Constant                                                       | Oscar Wilde                                | Theatre '48, Dallas                             |
| 1948 | Été et Fumées                                                                      | Tennessee Williams                         | Broadway, New York                              |
| 1948 | The Last of My Solid Gold Watches This Property Is Condemned Portrait of a Madonna | Tennessee Williams                         | Theatre '48, Dallas                             |
| 1948 | Throng o' Scarlet                                                                  | Vivian Connell                             | Theatre '48, Dallas                             |
| 1948 | Lemple's Old Man                                                                   | Manning Gurain                             | Theatre '48, Dallas                             |
| 1948 | Leaf and Bough                                                                     | Joseph Hayes                               | Theatre '48, Dallas                             |
| 1948 | Black John                                                                         | Barton MacLane                             | Theatre '48, Dallas                             |
| 1949 | Les Femmes savantes                                                                | Molière                                    | Theatre '49, Dallas                             |
| 1949 | La Nuit des rois                                                                   | William Shakespeare                        | Theatre '49, Dallas                             |
| 1949 | La Mouette                                                                         | Anton Tchekhov                             | Theatre '49, Dallas                             |
| 1949 | Elle s'abaisse pour vaincre (en)                                                   | Oliver Goldsmith                           | Theatre '49, Dallas                             |
| 1949 | Here's to Us                                                                       | Shirland Quin                              | Theatre '49, Dallas                             |
| 1949 | Sting in the Tail                                                                  | Tom Purefoy                                | Theatre '49, Dallas                             |
| 1949 | The Coast of Illyria                                                               | Dorothy Parker et Ross Evans               | Theatre '49, Dallas                             |
| 1950 | La Maison des cœurs brisés                                                         | George Bernard Shaw                        | Theatre '50, Dallas                             |
| 1950 | Les Revenants                                                                      | Henrik Ibsen                               | Theatre '50, Dallas                             |
| 1950 | An Old Beat-Up Woman                                                               | Sari Scott                                 | Theatre '50, Dallas                             |
| 1950 | My Granny Van                                                                      | Loren Disney et George Sessions Perry      | Theatre '50, Dallas                             |
| 1950 | Cock-a-Doodle Dandy (en)                                                           | Seán O'Casey                               | Theatre '50, Dallas                             |
| 1950 | The Golden Porcupine                                                               | Muriel Roy Bolton (en)                     | Theatre '50, Dallas                             |
| 1950 | Southern Exposure                                                                  | Owen Crump                                 | Theatre '50, Dallas                             |
| 1950 | A Play for Mary                                                                    | William McCleery                           | Theatre '50, Dallas                             |
| 1950 | An Innocent Time                                                                   | Edward Caufield                            | Theatre '50, Dallas                             |
| 1951 | L'Éventail de Lady Windermere                                                      | Oscar Wilde                                | Theatre '51, Dallas                             |
| 1951 | Le Marchand de Venise                                                              | William Shakespeare                        | Theatre '51, Dallas                             |
| 1951 | Candida (en)                                                                       | George Bernard Shaw                        | Theatre '51, Dallas                             |
| 1951 | A Willow Tree                                                                      | A. B. Shiffrin                             | Theatre '51, Dallas                             |
| 1951 | One Bright Day                                                                     | Sigmund Miller                             | Theatre '51, Dallas                             |
| 1951 | Walls Rise Up                                                                      | Duane, Frank and Richard Shannon           | Theatre '51, Dallas                             |
| 1951 | A Gift for Cathy                                                                   | Ronald Alexander (en)                      | Theatre '51, Dallas                             |
| 1952 | Le Songe d'une nuit d'été                                                          | William Shakespeare                        | Theatre '52, Dallas                             |
| 1952 | Sainted Sisters                                                                    | Alden Nash                                 | Theatre '52, Dallas                             |
| 1952 | The Blind Spot                                                                     | Edward Caulfield                           | Theatre '52, Dallas                             |
| 1952 | So in Love                                                                         | Vera Matthews                              | Theatre '52, Dallas                             |
| 1952 | I Am Laughing                                                                      | Edwin Justus Mayer                         | Theatre '52, Dallas                             |
| 1953 | Hamlet                                                                             | William Shakespeare                        | Theatre '53, Dallas                             |
| 1953 | Les Rivaux                                                                         | Richard Brinsley Sheridan                  | Theatre '53, Dallas                             |
| 1953 | Goodbye, Your Majesty                                                              | Vivian Connell                             | Theatre '53, Dallas                             |
| 1953 | The Rising Heifer                                                                  | Robin Maugham                              | Theatre '53, Dallas                             |
| 1953 | The Last Island                                                                    | Eugene Raskin (en)                         | Theatre '53, Dallas                             |
| 1953 | Late Love                                                                          | Casey                                      | Theatre '53, Dallas                             |
| 1953 | Uncle Marston                                                                      | John Briard Harding                        | Theatre '53, Dallas                             |
| 1953 | The Day's Mischief                                                                 | Lesley Storm (en)                          | Theatre '53, Dallas                             |
| 1954 | Volpone                                                                            | Ben Jonson                                 | Theatre '54, Dallas                             |
| 1954 | The Footpath Way                                                                   | Burgess Drake                              | Theatre '54, Dallas                             |
| 1954 | The Guilty                                                                         | Harry Granick                              | Theatre '54, Dallas                             |
| 1954 | Happy We'll Be                                                                     | Samson Raphaelson                          | Theatre '54, Dallas                             |
| 1954 | Oracle Junction                                                                    | Samson Raphaelson                          | Theatre '54, Dallas                             |
| 1954 | The Heel                                                                           | Samson Raphaelson                          | Theatre '54, Dallas                             |
| 1954 | A Rainbow at Home                                                                  | Milton Robertson                           | Theatre '54, Dallas                             |
| 1954 | Horatio                                                                            | Wallach, David Baker, and Harnick          | Theatre '54, Dallas                             |
| 1954 | The Purification                                                                   | Tennessee Williams                         | Theatre '54, Dallas                             |
| 1954 | L'Apollon de Bellac                                                                | Jean Giraudoux                             | Theatre '54, Dallas                             |
| 1954 | The Brothers                                                                       | John S. Rodell                             | Theatre '54, Dallas                             |
| 1954 | A Dash of Bitters                                                                  | Reginald Denham et Conrad Sutton-Smith     | Theatre '54, Dallas                             |
| 1954 | Sea-Change                                                                         | William Case                               | Theatre '54, Dallas                             |
| 1954 | The Hemlock Cup                                                                    | Edward Hunt                                | Theatre '54, Dallas                             |
| 1955 | Comme il vous plaira                                                               | William Shakespeare                        | Theatre '55, Dallas                             |
| 1955 | Inherit the Wind (en)                                                              | Jerome Lawrence (en) et Robert E. Lee (en) | Theatre '55, Dallas                             |
| 1955 | Whisper to Me                                                                      | William Goyen et Greer Johnson             | Theatre '55, Dallas                             |
| 1955 | La Belle Lulu                                                                      | Jacques Offenbach et Charles Previn        | Theatre '55, Dallas                             |
| 1955 | The Girl from Boston                                                               | Joseph Hayes                               | Theatre '55, Dallas                             |

## Livre
- Margo Jones, Theatre-in-the-round, New York, McGraw Book Coy, 1951

## Sources
- Helen Sheehy, Margo: The Life and Theatre of Margo Jones, Dallas, Southern Methodist University Press, 1989 (ISBN 9780870742965, lire en ligne )  (ISBN 0-870-74296-5)